# Jan Rozlivka
Jan Rozlivka (* 5. května 1972) je český akrobatický pilot.
Létat začal roku 1987 v aeroklubu Letňany. Pracoval jako instruktor létání na letišti Benešov. V roce 2002 byl přijat jako stálý člen českého reprezentačního družstva v letecké akrobacii.
Jako jeden z mála světových pilotů se pravidelně účastní mistrovství světa či Evropy v obou nejnáročnějších kategoriích unlimited motorová letadla a unlimited kluzáky.

## Úspěchy

### Ocenění
- 2009 – Nejlepší letecký sportovec Aeroklubu ČR v letecké akrobacii
- 2009 – Nominace v Anketě Sportovec roku 2009 pořádanou Klubem sportovních novinářů
- 2008 – První místo mezi leteckými akrobaty Aeroklubu ČR v anketě o nejlepšího leteckého sportovce roku

### Mistrovství světa
- 2013 – WGAC Oripaa (Finsko) – Mistr světa – kategorie Unlimited kluzáky družstva
- 2009 – WGAC Hosín (ČR) – bronzová medaile overall (jednotlivci)
- 2009 – WGAC Hosín (ČR) – stříbrná medaile týmy
- 2009 – WGAC Hosín (ČR) – bronzová medaile known program (povinná sestava)
- 2009 – WGAC Hosín (ČR) – bronzová medaile 3rd unknown program
- 2009 – WGAC Hosín (ČR) – 4. místo – unknown program (součet tajných sestav)
- 2009 – WGAC Hosín (ČR) – 6. místo – free program (volná sestava)

### Mistrovství Evropy
- 2008 – EGAC Radom (Polsko) – Mistr Evropy – kategorie Unlimited kluzáky družstva
- 2008 – EGAC Radom (Polsko) – bronzová medaile – free program (volná sestava)
- 2008 – EGAC Radom (Polsko) – 8. místo overall (jednotlivci)
- 2006 – EGAC Rybnik (Polsko) – 4. místo freestyle program

### Mistrovství ČR
- 2013 – Mistr České republiky – akrobacie na kluzácích kategorie Unlimited
- 2010 – stříbrná medaile – akrobacie na kluzácích kategorie Unlimited
- 2009 – Mistr České republiky – akrobacie na kluzácích kategorie Unlimited
- 2009 – stříbrná medaile – akrobacie motorové letouny kategorie Unlimited
- 2008 – 4. místo – akrobacie motorové letouny kategorie Unlimited
- 2006 – stříbrná medaile – akrobacie na kluzácích kategorie Unlimited
- 2005 – bronzová medaile – akrobacie na kluzácích kategorie Unlimited
- 2004 – Mistr České republiky – akrobacie na kluzácích kategorie Unlimited
- 2002 – bronzová medaile – akrobacie na kluzácích kategorie Unlimited

## Účast na závodech

### Unlimited kluzáky
- 2010 – EGAC Finland, Jamijarvi
- 2009 – WGAC Česká republika, Hosín
- 2008 – EGAC Polsko, Radom
- 2007 – WGAC Rakousko, Niederoblarn
- 2006 – EGAC Polsko, Rybnik
- 2005 – WGAC Rusko, Moskva – Serpuchov
- 2004 – EGAC Česká republika, Moravská Třebová
- 2003 – WGAC Maďarsko, Pér
- 2002 – EGAC Německo, Pasewalk

### Unlimited motorová
- 2010 – EAC Česká republika, Toužim
- 2009 – WAC Anglie, Silverstone
- 2008 – World aerobatic CUP Česká republika, Roudnice n/L
- 2008 – EAC Česká republika, Hradec Králové